# Kazuki Iimura
Kazuki Iimura (飯村 一輝?, Iimura Kazuki; Kyoto, 27 dicembre 2003) è uno schermidore giapponese, specializzato nel fioretto.

## Carriera
Nel 2023 si è laureato campione del mondo nel fioretto a squadre ai Mondiali di Milano, assieme ai connazionali Kyosuke Matsuyama, Takahiro Shikine e Kenta Suzumura, sconfiggendo in finale la Cina per 45-35. Nel 2024 ha vinto la medaglia d'oro nel fioretto a squadre alle Olimpiadi di Parigi, assieme a Matsuyama, Shikine e Yudai Nagano, sconfiggendo in finale l'Italia per 45-36, mentre si è classificato al quarto posto nella prova individuale.

## Palmarès
- Giochi olimpici

Parigi 2024: oro nel fioretto a squadre.
- Mondiali

Milano 2023: oro nel fioretto a squadre.
- Campionati asiatici

Kuwait City 2024: argento nel fioretto individuale; bronzo nel fioretto a squadre.
Wuxi 2023: oro nel fioretto a squadre.
Seul 2022: oro nel fioretto a squadre.
- Mondiali giovanili

Plovdiv 2023: bronzo nel fioretto a squadre.
Dubai 2022: oro nel fioretto individuale.